# Maruter
Maruter (sanskrit: मरुत) är i indisk mytologi en grupp stormgudar och krigare. De är enligt äldre vedisk tradition söner till Rudra och Prishni. Enligt yngre purana-skrifter var de 49 maruterna söner till Kashyapa and Diti. I vedisk tradition är de Indras följeslagare av unga krigare.